# Fort Stanton
Le fort Stanton est un ancien poste militaire de la US Army établi en 1855 au Nouveau-Mexique afin de contrôler les Apaches Mescaleros. Il est créé pour protéger les implantations de colons le long du Rio Bonito lors des guerres apaches. Kit Carson, John "Black Jack" Pershing, Billy the Kid et les Buffalo Soldiers du 9e régiment de cavalerie (en) y ont séjourné,,,. Il est inscrit au Registre national des lieux historiques.

## Historique
Les forces confédérées occupent l'avant-poste au début de la guerre de Sécession après l'abandon du poste consécutif au retrait des forces américaines dans la région.
Le fort est établi à l'origine en partie comme réserve pour les Apaches Mescaleros. En 1873, la réserve est déplacée de 30 milles (48 km) au sud-ouest. En 1899, le président William McKinley transfère la propriété du fort Stanton du département de la Guerre au service des hôpitaux de la marine, transformant la réserve militaire en premier sanatorium fédéral contre la tuberculose d'Amérique,.
Pendant la Seconde Guerre mondiale, le fort Staton est utilisé comme centre de détention pour les américains allemands et japonais arrêtés en tant qu'« ennemis étrangers » et 411 allemands retirés de leur luxueux paquebot Columbus en 1939 (officiellement enregistrés comme « marins ébranlés en liberté conditionnelle de l'ambassade allemande » puisque les États-Unis sont encore techniquement neutre au moment de leur capture),. Les « ennemis étrangers » sont pour la plupart des résidents immigrés aux États-Unis qui ont été suspectés d'être des saboteurs par les douanes peu après l'entrée des États-Unis dans la guerre, malgré le manque de preuve solide ou l'accès à une procédure régulière pour la plupart des internés. Les 31 germano-américains internés, catalogués de « fauteurs de trouble » par le département de la Justice, sont gardés séparément des 17 nippo-américains (aussi considérés comme des « fauteurs de trouble » par les autorités) qui sont transférés au fort Stanton le 10 mars 1945. Ces nouveaux arrivés sont renvoyés au Japon plus tard dans l'année.

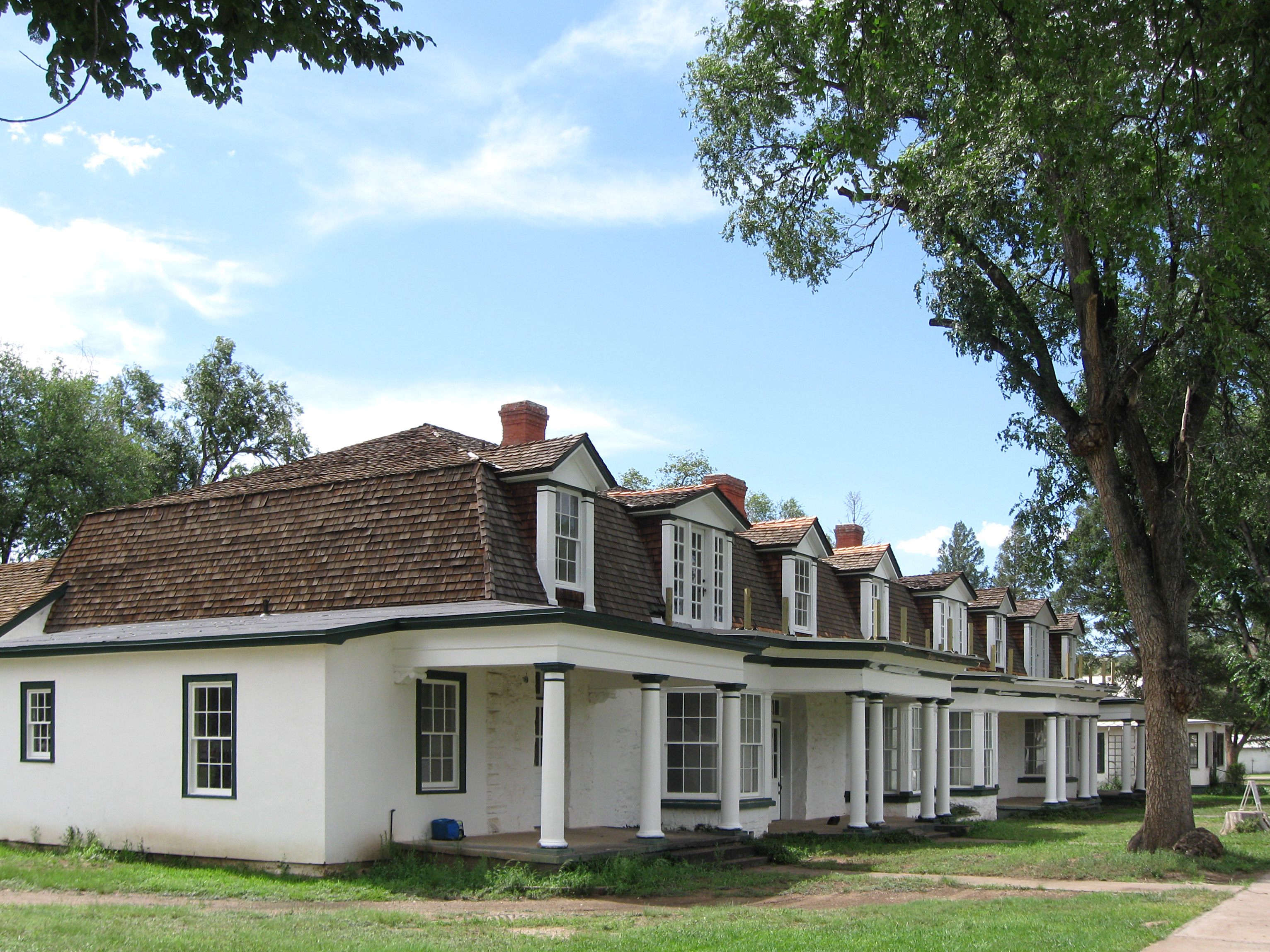
Quartier des officiers
à Fort Stanton.

En 2008, le gouverneur du Nouveau-Mexique Bill Richardson annonce des plans pour faire du fort Stanton un lieu d'histoire vivante, un monument d'État de Fort Stanton, et des fonds pour rénover les quartiers-généraux, les quartiers des officiers et les écuries.
En 2009, la région autour du fort Stanton et de Fort Station Cave est désignée par le Congrès des États-Unis comme zone de conservation nationale (NCA), avec plus de 25 000 acres (10 117 ha) pour protéger une grotte unique, Snowy River Passage au repère naturel national de Fort Stanton Cave. Snowy River est découverte en 2001 par les membres du projet d'étude de la grotte de Fort Stanton. La nouvelle NCA, appelée grotte de Fort Stanton - Snowy River (en), est géré par le bureau de Roswell Field du bureau de gestion des terres. La zone de conservation nationale a plus de 90 milles (145 km) de pistes pour des randonnées équestres, faire du VTT ou de la randonnée. C'est le lieu d'un événement annuel d'équitation d'endurance qui s'étale sur 6 jours. La zone de conservation nationale est collée à ses frontières sud et nord-est au district des rangers de Smokey Bear de la forêt nationale de Lincoln.
En 2012, les membres de la région sud-occidentale de la société spéléologique nationale ont achevé un projet de restauration du balcon du deuxième étage du bâtiment #9, situé dans la cour carrée du fort Stanton.

### Lectures complémentaires

#### Sanitarium
- (en) J. O. Cobb, « The Arid Region Of The United States For Consumptives », The Sanitarian, New York NY, The Medico-Legal Society Of New York, vol. 43, no 361,‎ décembre 1899, p. 501-511 (lire en ligne).
- (en) J. O. Cobb, « The Sanitarium for Consumptive Sailors Established: The U.S. Marine Hospital Service At Fort Stanton, N.M. », Gaillard's Medical Journal, vol. LXXIII, no 6,‎ décembre 1900, p. 290-296 (lire en ligne).
- (en) John Bessner Huber, Consumption: Its Relation To Man And His Civilization, Philadelphia PA, J. B. Lippincott, 1906, 265-274 p. (lire en ligne).
- (en) Oliver P. Newman, « Government Care Of Consumptives », The American Monthly Review of Reviews, vol. XXXe, no 1,‎ juillet 1904, p. 59-64 (lire en ligne).
- (en) Alfred C. Reed, « United States Public Health Service », Popular Science Monthly, New York NY, The Science Press, vol. LXXXII, no 4,‎ avril 1913, p. 353-375 (lire en ligne).
- (en) R. J. Rosenau, « Report on the Work of the Marine Hospital Service at Fort Stanton, New Mexico », The Medico-Legal Journal, New York NY, The Medico-Legal Society Of New York, vol. XVII, no 4,‎ 1900, p. 504-508 (lire en ligne).
- (en) « Marine Hospital Sanatorium, Fort Stanton, New Mexico », The Modern Hospital, vol. X, no 1,‎ janvier 1918, p. 7-9 (lire en ligne).

#### Centre d'internement de la seconde guerre mondiale
- (en) William E. Anderson, Guests for the Duration, World War II and the Crew of the S.S. Columbus: Historical Archaeological Investigation of the Fort Stanton Internment Camp (1941-1945), Eastern New Mexico University, 1993
- (en) Louis Fiset, « Return to Sender: U.S. Censorship of Enemy Alien Mail in World War II », Prologue Magazine, Washington DC, National Archives and Records Administration, vol. 33, no 1,‎ printemps 2001 (lire en ligne, consulté le 2 mai 2012)
- (en) James J. McBride, Interned: Internment Of The SS Columbus Crew During World War II, University of New Mexico, 1996
- (en) « Fort Stanton (detention facility) », Densho Encyclopedia,‎ 1er avril 2013 (lire en ligne)
- (en) « Stores and Germans "Sever Relations" », Spokane Daily Chronicle,‎ 29 avril 1941, p. 7 (lire en ligne)
- (en) « Chief Of Interned Men Threatens To Move "Business" », The Victoria Advocate,‎ 29 avril 1941, p. 1 (lire en ligne)
- (en) « Posse Recaptures Fugitive Germans: Ranchers and Cattlemen Round Up Quartet From New Mexico Camp », The Montreal Gazette, vol. CLXXI, no 264,‎ 4 novembre 1942, p. 20 (lire en ligne)
- (en) « Kuhn Goes On Hunger Strike: Increased Recreational Facilities Sought », The Telegraph-Herald,‎ 30 août 1944, p. 9 (lire en ligne)